# میز سرگرمی (میز تلویزیون)

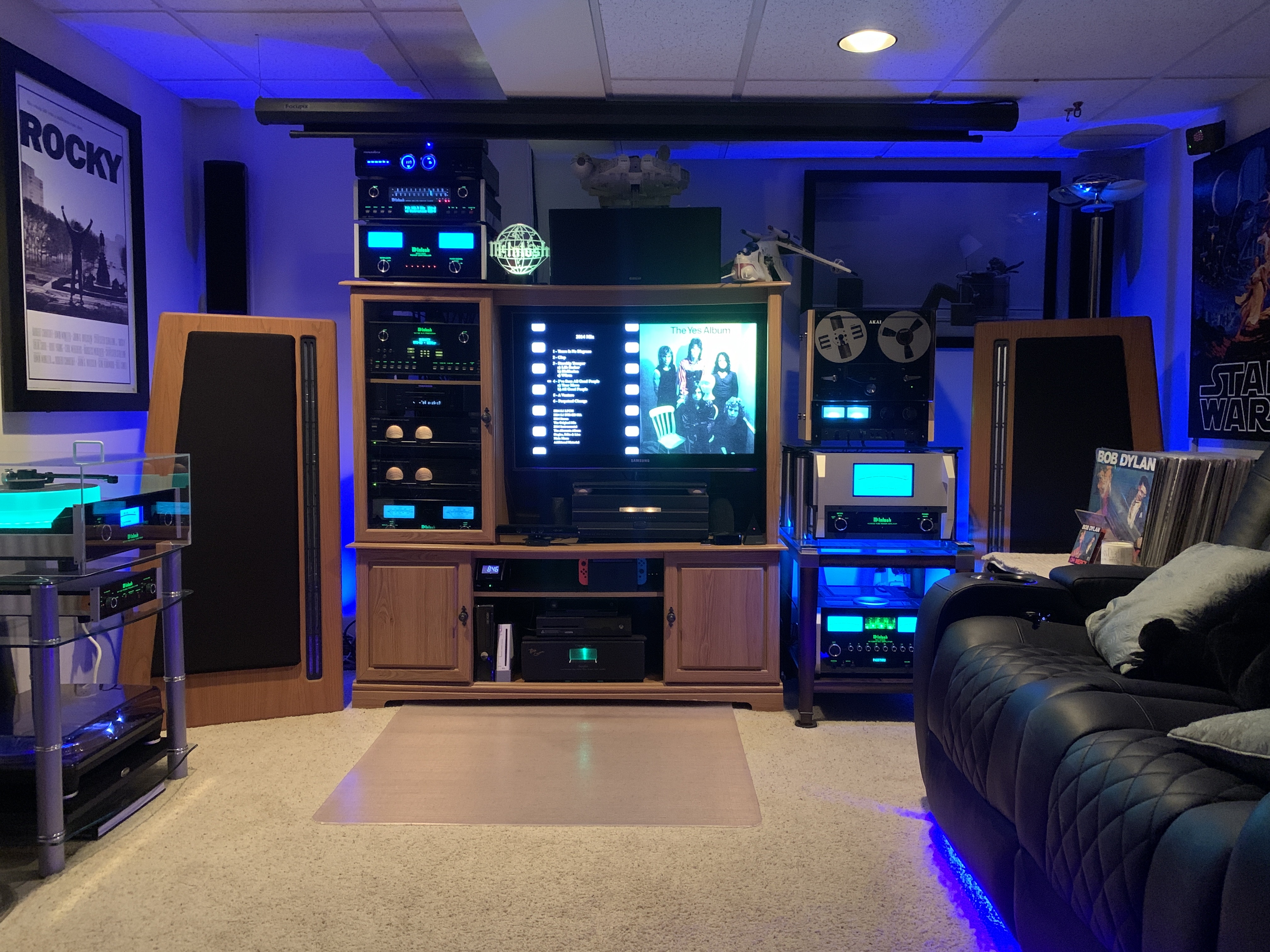

مرکز سرگرمی (به انگلیسی: Entertainment center) یک قطعه مبلمان است که برای نگهداری و سازماندهی تجهیزات سرگرمی خانگی مانند تلویزیون، دستگاه‌های پخش رسانه (مانند DVD player یا Blu-ray player)، سیستم‌های صوتی، کنسول‌های بازی، و سایر وسایل مرتبط طراحی شده است. این مراکز معمولاً در اتاق نشیمن یا اتاق‌های خانوادگی قرار می‌گیرند و به عنوان نقطه کانونی برای فعالیت‌های سرگرمی خانگی عمل می‌کنند.

## تاریخچه
میز سرگرمی (میز تلویزیون) در دهه 1980 و 1990 محبوبیت زیادی پیدا کردند، زمانی که تلویزیون‌های بزرگ‌تر و تجهیزات صوتی و تصویری پیشرفته‌تر به بازار آمدند. با افزایش اندازه و پیچیدگی این تجهیزات، نیاز به مبلمانی که بتواند آنها را به طور منظم و ایمن نگهداری کند، افزایش یافت. در ابتدا، مراکز سرگرمی اغلب از چوب ساخته می‌شدند و طراحی‌های سنتی داشتند، اما با گذشت زمان، سبک‌ها و مواد متنوع‌تری به کار گرفته شدند.

## انواع

میز سرگرمی (میز تلویزیون) در انواع مختلفی موجود هستند که بر اساس اندازه، سبک، مواد ساخت، و ویژگی‌های خاص طراحی می‌شوند:
- مواد ساخت:  میز سرگرمی (میز تلویزیون) می‌توانند از چوب (مانند بلوط، کاج، یا MDF)، فلز، شیشه، پلاستیک، یا ترکیبی از این مواد ساخته شوند.
- سبک:  سبک‌های مختلفی از میز سرگرمی (میز تلویزیون) وجود دارد، از جمله مدرن، سنتی، روستایی، صنعتی، و مینیمالیستی. انتخاب سبک معمولاً به دکوراسیون کلی اتاق بستگی دارد.
- اندازه:  میز سرگرمی (میز تلویزیون) در اندازه‌های مختلفی تولید می‌شوند، از واحدهای کوچک که برای تلویزیون‌ کوچک‌تر مناسب هستند تا واحدهای بزرگ که می‌توانند تلویزیون‌های بسیار بزرگ و تجهیزات متعدد را در خود جای دهند.
- طراحی:  برخی از میز سرگرمی ها (میز تلویزیون[۴]) به صورت دیواری (wall unit) طراحی می‌شوند که کل دیوار را پوشش می‌دهند، در حالی که برخی دیگر به صورت کنسول‌های مستقل یا قفسه‌های باز هستند.

## ویژگی‌ها
میز سرگرمی (میز تلویزیون) معمولاً دارای ویژگی‌های زیر هستند:
- قفسه‌ها: برای نگهداری دستگاه‌های مختلف مانند پخش‌کننده‌ها، کنسول‌های بازی، و بلندگوها.
- کشوها: برای ذخیره‌سازی لوازمی مانند دیسک‌ها، کنترل‌ها، و کابل‌ها.
- درها: که می‌توانند شیشه‌ای یا چوبی باشند و برای پنهان کردن تجهیزات یا محافظت از آنها در برابر گرد و غبار استفاده می‌شوند.
- سوراخ‌های مدیریت کابل: برای عبور دادن کابل‌ها و سیم‌ها به صورت منظم و جلوگیری از درهم‌ریختگی.
- فضای مخصوص تلویزیون: که معمولاً در مرکز واحد قرار دارد و برای قرار دادن تلویزیون طراحی شده است.
- نورپردازی: برخی از میز تلویزیون ها دارای نورپردازی داخلی هستند که می‌تواند جلوه زیبایی به تجهیزات بدهد.

## مزایا و معایب
استفاده از میز سرگرمی (میز تلویزیون) مزایا و معایبی دارد که در ادامه به این موارد می پردازیم:

### مزایا
آشنایی با مزایا استفاده از میز سرگرمی یا (میز تلویزیون):
- سازماندهی:  میز سرگرمی (میز تلویزیون) به سازماندهی تجهیزات سرگرمی کمک می‌کنند و از درهم‌ریختگی کابل‌ها و وسایل جلوگیری می‌کنند.
- محافظت:  این مراکز می‌توانند تجهیزات را در برابر آسیب‌های فیزیکی، گرد و غبار، و دسترسی کودکان یا حیوانات خانگی محافظت کنند.
- بهبود ظاهر:  یک میز سرگرمی (میز تلویزیون)زیبا می‌تواند به عنوان یک عنصر دکوراتیو در اتاق عمل کند و ظاهر کلی فضا را بهبود بخشد.
- افزایش کارایی:  با داشتن همه تجهیزات در یک مکان، استفاده از آنها آسان‌تر و کارآمدتر می‌شود.

### معایب
آشنایی با معایب استفاده از میز سرگرمی یا (میز تلویزیون):
- هزینه:  مراکز سرگرمی، به ویژه مدل‌های سفارشی یا ساخته‌شده از مواد با کیفیت بالا، می‌توانند گران‌قیمت باشند.
- فضای اشغال شده:  این واحدها می‌توانند فضای زیادی را اشغال کنند، به ویژه در اتاق‌های کوچک‌تر.
- دشواری جابجایی:  به دلیل اندازه و وزن، جابجایی مراکز سرگرمی می‌تواند دشوار باشد، به ویژه اگر به صورت دیواری نصب شده باشند.
- نیاز به تطبیق با فناوری:  با تغییر فناوری و اندازه تجهیزات (مانند تلویزیون‌های باریک‌تر)، ممکن است نیاز به تعویض یا به‌روزرسانی مرکز سرگرمی باشد.

## نکات خرید میز سرگرمی یا (میز تلویزیون)
هنگام خرید یک مرکز سرگرمی یا (میز تلویزیون)، موارد زیر را در نظر بگیرید:
- اندازه تلویزیون:  مطمئن شوید که فضای مخصوص تلویزیون برای اندازه تلویزیون شما مناسب است.
- فضای ذخیره‌سازی:  تعداد و نوع قفسه‌ها و کشوها را بر اساس تجهیزات و لوازم جانبی خود انتخاب کنید.
- مدیریت کابل:  وجود سوراخ‌ها و کانال‌های مدیریت کابل برای جلوگیری از درهم‌ریختگی مهم است.
- سبک و مواد:  میز سرگرمی یا (میز تلویزیون) باید با دکوراسیون اتاق هماهنگ باشد و از موادی ساخته شده باشد که دوام و استحکام مناسبی دارند.
- قابلیت تنظیم:  برخی از میز سرگرمی ها یا (میز تلویزیون) دارای قفسه‌های قابل تنظیم هستند که می‌توانند برای تجهیزات با اندازه‌های مختلف انعطاف‌پذیری بیشتری فراهم کنند.